# Oldroydiella tenebrosa
Oldroydiella tenebrosa är en tvåvingeart som beskrevs av Travassos Dias 1959. Oldroydiella tenebrosa ingår i släktet Oldroydiella och familjen bromsar.
Artens utbredningsområde är Moçambique. Inga underarter finns listade i Catalogue of Life.